# Giovanni Comotti
Giovanni Comotti (Bolgare, 18 novembre 1921 – ...) è stato un calciatore italiano, di ruolo centrocampista.

## Carriera
Giunto dalla Fiorentina, debutta in Serie C con il Varese nel vittorioso campionato 1942-1943; dopo i tornei di guerra, debutta con i lombardi in Serie B nel 1946-1947, disputando due campionati cadetti per un totale di 56 presenze e 3 reti, prima della retrocessione in Serie C avvenuta nel 1948.

## Palmarès

### Club

#### Competizioni nazionali
- Serie C: 1

Varese: 1942-1943